# آلینا واکاریو
آلینا واکاریو (رومانیایی: Alina Văcariu؛ ‏تلفظ رومانیایی: [aˈlina vəkaˈri.u]؛ زادهٔ ۴ ژانویهٔ ۱۹۸۰) بازیگر، و مدل اهل رومانی است.
از فیلم‌ها یا برنامه‌های تلویزیونی که وی در آن نقش داشته‌است، می‌توان به مرگ یک سلسله اشاره کرد.